# Eriothrix inflatus
Eriothrix inflatus là một loài ruồi trong họ Tachinidae.